# Фільцмос
Фільцмос — містечко та громада в австрійській землі Зальцбург. Місто належить округу Санкт-Йоганн-ім-Понгау.
Фільцмоос на мапі округу та землі.